# Adolf Johann Gustav Arenhold
Adolf Johann Gustav Arenhold (auch: Adolph Johann Gustav Arenhold sowie Ahrenhold und Ahrenholdt; * 11. Januar 1769 in Hannover; † 10. November 1854 ebenda) war ein deutscher Amtsschreiber und Geheimer Kanzleirat, Hofrat, Kabinetts- und Innenminister des Königreichs Hannover.

## Leben
Adolf Johann Gustav Arenhold kam im Januar 1796 zur Welt als Sohn des hannoverschen Advokaten Sylvester Johann Arenhold (1723–1786) und der Anna Dorothea Grosse (1773–1806). Er besuchte in seiner Heimatstadt Hannover das dortige Lyceum, an dem er einer der Mitverfasser einer am 23. Juni 1786 erschienenen Schrift zum Amtsjubiläum des dort tätigen Senior Pohlmann war. Kurz danach immatrikulierte er sich am 23. Oktober 1786 an der Universität Göttingen für das Studium der Rechtswissenschaften. Ab dem Sommersemester 1787 hörte er jedoch unter anderem auch Experimentalphysik bei Georg Christoph Lichtenberg, besuchte Kurse Astronomie, Meteorologie und zur Theorie der Erde.
Ebenfalls in Göttingen wurde er als Mitglied der Freimaurerloge Augusta zu den 3 Flammen aufgenommen.
Nach seinen Göttinger Studien arbeitete Arenhold ab dem 25. September 1788 einige Jahre an der Universität Kiel.
1793 nahm er die Stellung eines Auditors an der Stadtvogtei Göttingen, wirkte am herzoglichen Landgericht auf dem Leineberg. Anschließend arbeitete er ab 1795 als supernumerierter Amtschreiber zunächst in Herzberg.
1796 bis 1801 saß Arenhold der Freimaurerloge „Friedrich zum weißen Pferde“ im Orient von Hannover als Meister vom Stuhl vor.
1798 verfasste er ein Gutachten zu einer Reform der Landwirtschaft im Amt Radolfshausen, wurde 1799 dann in Radolfshausen tätig und arbeitete ab 1801 als Hofkornschreiber in der Stadtvogtei in der Calenberger Neustadt vor Hannover. 1802 wurde er zum Kammersekretär ernannt, 1803 zum Geheimen Kanzleisekretär in Hannover.
Nach der der sogenannten „Franzosenzeit“ und der Erhebung des vormaligen Kurfürstentums Braunschweig-Lüneburg zum Königreich Hannover wurde Arenhold 1818 zum Hofrat ernannt. 1823 wurde er zum Kabinettsminister ernannt. Ab 1833 bis 1840 wirkte er als Innenminister des Königreichs, zeitweilig parallel dazu von 1833 bis zum Ende der Personalunion zwischen Großbritannien und Hannover im Jahr 1837 als außerordentlicher Beisitzer im Geheimen Rats-Kollegium. In diesem Zeitraum trug er ab 1834 erneut den Titel als Geheimer Kanzleirat, 1845 dann als Geheimer Kanzleirat a. D.
Auch eine Tätigkeit Arenholds als Konsistorial-Sekretär ist bekundet. Arenhold wurde vom König mit der Verleihung des Ritterkreuzes des Guelphen-Ordens ausgezeichnet. Laut dem Adreßbuch der königlichen Haupt- und Residenzstadt Hannover für 1854 bewohnte er das Haus Leinstraße 6.

## Familie
Arenhold heiratete Christina Antoinette Henriette Lueder (* April 1773 in Wunstorf; † 22. Juni 1822 in Hannover). Während der sogenannten „Franzosenzeit“ in Hannover kam am 18. August 1810 ihre Tochter Luise Arenhold zur Welt. Diese heiratete 28. März 1843 den in Leveste tätigen Pastor Carl Wilhelm Köring.

## Archivalien
Archivalien von und über Adolf Johann Gustav Arenhold finden sich beispielsweise
- als Akte unter dem Titel Geheimer Kanzlei-Sekretär Adolf Johann Gustav Arenhold zu Hannover gegen den Krüger Konrad Ernst zu Groß Förste wegen Räumung eines Schmiede-Kampes und dem dazugehörigen Meierrecht, Laufzeit 1784–1803, im Niedersächsischen Landesarchiv (Standort Hannover), Abteilung Hild. Br. 10 Hildesheim, Goslar, hannoversche Teile des Eichsfeldes, Archivsignatur NLA HA Hild. Br. 10 Nr. 2011 (alte Signatur A XV Nr. 33 vol. I)[8]